# Karine Jean-Pierre

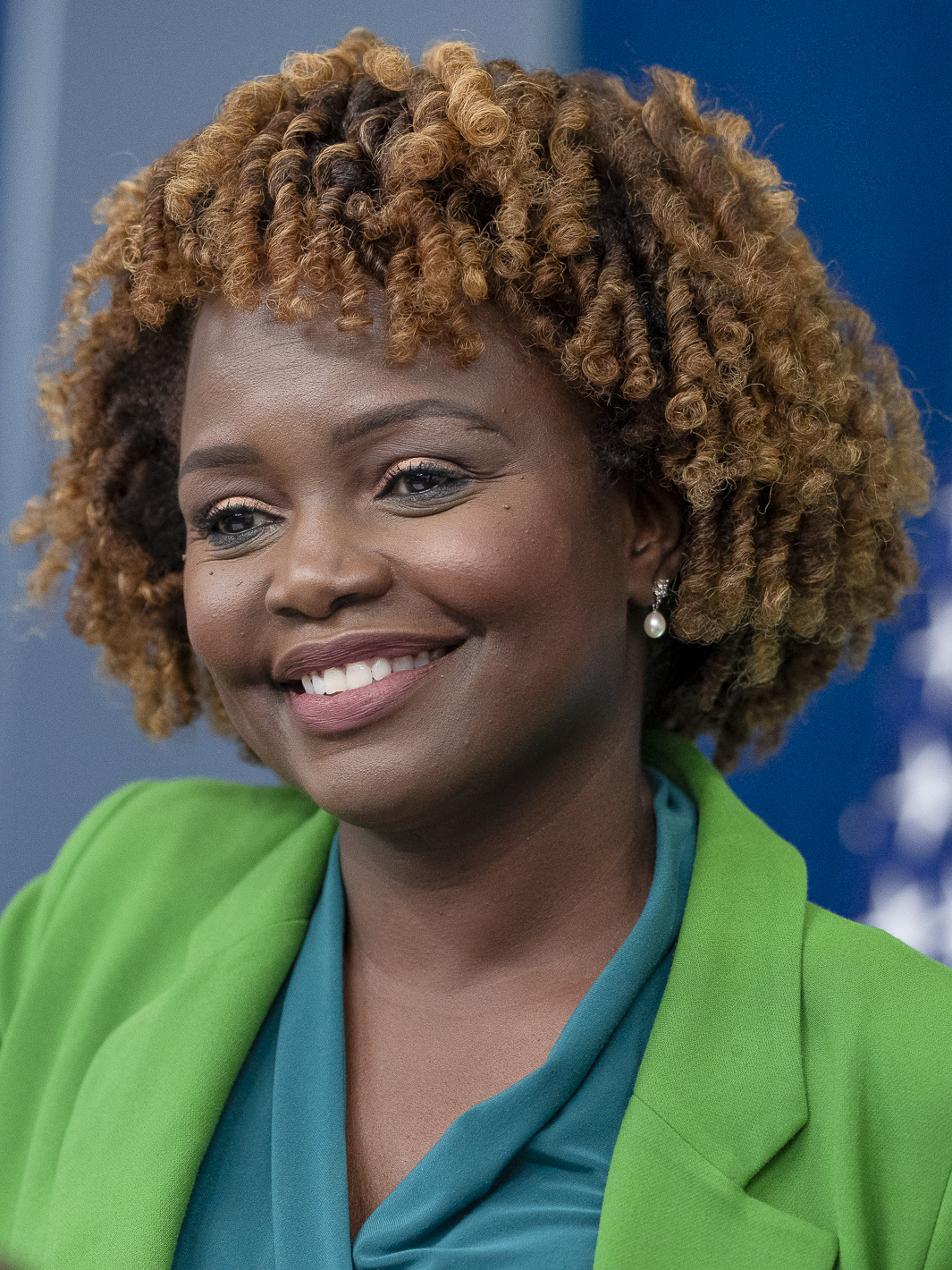
Karine Jean-Pierre (2023)

Karine Jean-Pierre (* 13. August 1974 in Fort-de-France, Martinique) ist eine US-amerikanische politische Beraterin, die von Mai 2022 bis Januar 2025 Pressesprecherin des Weißen Hauses war. Jean-Pierre war die erste Schwarze und erste offen homosexuell lebende Person in diesem Amt. Sie setzt sich politisch vor allem für LGBTQIA-Personen ein.

## Leben

### Privates
Jean-Pierre wurde 1974
auf Martinique als Tochter haitianischer Einwanderer geboren. Sie wuchs in Queens, New York City, auf und erwarb 2003 an der School of International and Public Affairs der Columbia University einen Master of Public Administration. Sie war von November 2012 bis September 2023 mit der US-amerikanischen Journalistin Suzanne Malveaux liiert; die beiden adoptierten 2014 ein Mädchen.

### Karriere
Jean-Pierre nahm an mehreren demokratischen Wahlkampfkampagnen von 2004 bis 2016 teil, unter anderem als Southeast Regional Political Director für John Edwards, als Southeast Regional Political Director für Barack Obamas Präsidentschaftswahlkampf 2008 und als National Deputy Battleground States Director für Obamas Wiederwahlkampagne 2012. Im August 2020 wurde sie als Stabschefin für die gewählte Vizepräsidentin Kamala Harris nominiert.
Im Mai 2022 gab Präsident Joe Biden bekannt, dass Jean-Pierre Mitte des Monats die Nachfolge von Jen Psaki als Chef-Pressesprecherin des Weißen Hauses antritt. Jean-Pierre ist die erste Schwarze und erste offen homosexuelle Frau in diesem Amt.

## Veröffentlichungen
- Moving Forward: A Story of Hope, Hard Work, and the Promise of America, Hanover Square Press.